# 달리는 라디오 (강원주말)
김성동의 주말 달리는 라디오는 TBN 강원교통방송(원주 FM 105.9MHz, 춘천 FM 103.7MHz, 강릉 FM 105.5MHz, 양양 FM 95.1MHz, 동해 FM 95.3MHz, 평창 FM 89.3MHz)에서 주말 저녁 6시부터 저녁 7시 53분까지 방송되는 강원권 지역의 주말 라디오 프로그램이다.

## 코너소개

### 매일코너
- DJ성동의 플레이리스트: 김성동 MC가 엄선한 두 곡의 명곡과 추천이유까지 함께 들어보세요. MC의 플레이리스트에는 어떤 곡이 담겨 있을까요?
- 교통, 안전 사용설명서: 코로나 19로 생활안전에 계속 신경써야하는만큼 한 주간 가장 중요한 교통과 안전 이슈를 챙겨드립니다.

### 토요일
- 길따라 휴게소따라: 고속도로를 타면 꼭 들르게 되는 휴게소!! 휴게소의 먹을거리부터 각종 몰랐던 이야기까지 알려드립니다. (전화연결: 배종엽 한국휴게소 문화개선연구소장)

### 일요일
- 어떤 영화, 진짜 이야기: 영화의 배경이 된 실제 인물 혹은 사건을 따라 가보는 영화와 현실, 그그 어딘가쯤의 이야기를 흥미롭게 풀어봅니다. (전화연결: 송석주 독서신문 기자)